# 熊本大学医疗技术短期大学部
熊本大学医疗技术短期大学部（日语：／ Kumamoto Daigaku Iryōgijutsu Tanki Daigakubu *），简称医短，是过去一所位于日本熊本县熊本市的国立短期大学。

## 概要

### 简介
- 学校最早可以追溯到1898年[1]。短期大学为于1977年开办[2]、由熊本大学经营。招生到2003年、停办于2007年[3]。为男女同校。

### 历史
- 1977年 熊本大学医疗技术短期大学部成立并同时设置两个学科、以下列举。
  - 护理学科
  - 卫生技术学科
- 1978年 诊疗放射线技术学科成立。
- 1980年 助产学特別专攻成立于专科[4]。
- 2003年 招生最后、次年停止招生（正式停办于2007年3月31日[3]）。

## 学校环境
- 校区：在了熊本县熊本市[注 1]

## 历任校长
- 田中典男：第一代短期大学校长[5]。

## 组织

### 学科
- 护理学科
- 卫生技术学科
- 诊疗放射线技术学科

### 专科
| - 助产学特別专攻 |

### 业余课程
| - 没有 |

## 相关链接
- 日本短期大学列表